# Tempel des Amenophis III. von el-Kab

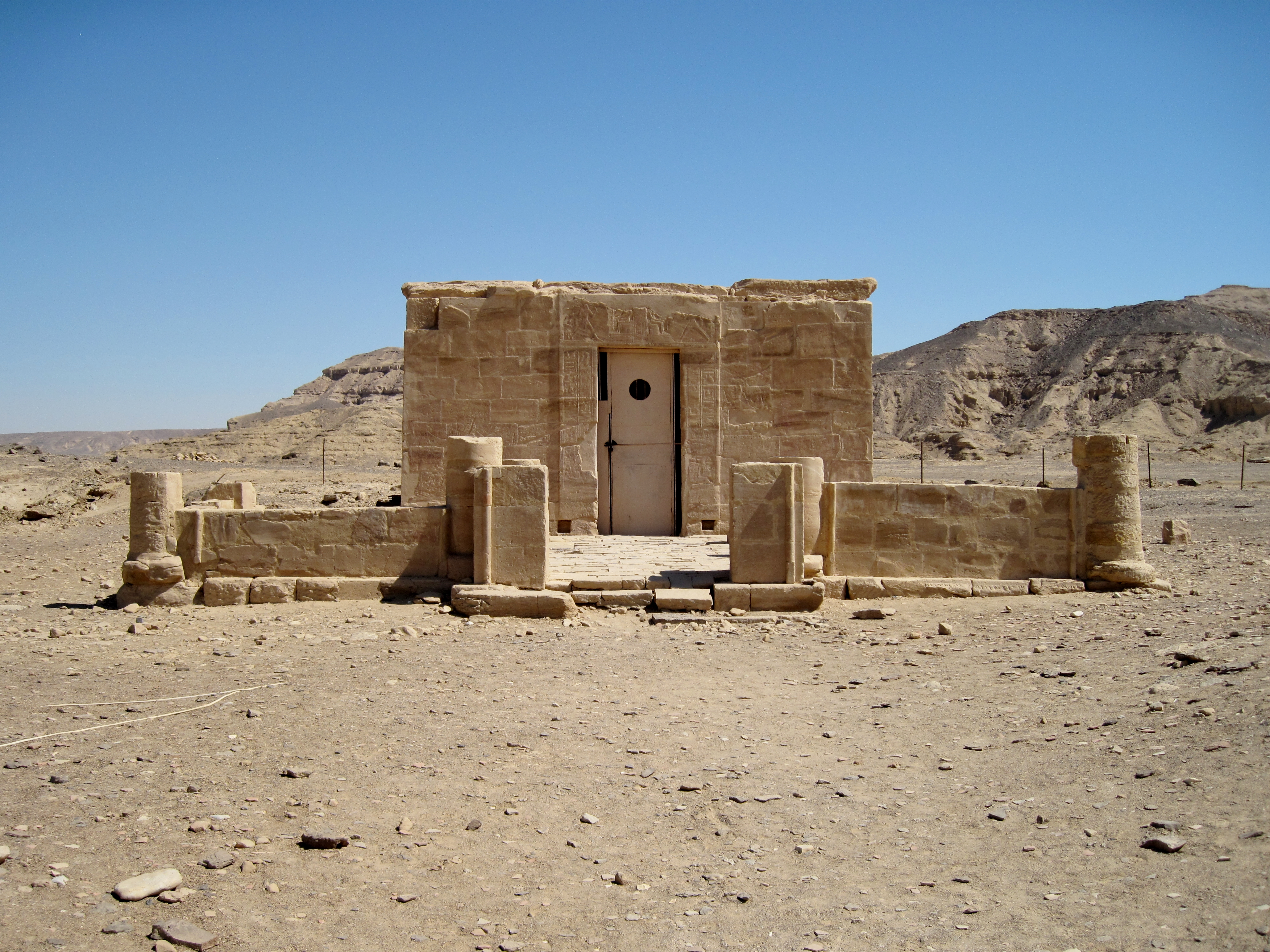
Tempel des Amenophis III.

Der Tempel des Amenophis III. von el-Kab ist die Ruine eines kleinen den Göttinnen Nechbet und Hathor geweihten Heiligtums aus der ersten Hälfte des 14. Jahrhunderts v. Chr. in Oberägypten. Das Bauwerk aus Sandstein befindet sich etwa 3,4 Kilometer nordöstlich der Umfassungsmauer des altägyptischen Ortes Necheb, dem heutigen el-Kab am Ostufer des Nils. Der Tempel steht am Rande des Wadi Hilâl in der Arabischen Wüste. Im Altertum wurde die Gegend um den Kultort des Heiligtums Ra-inet (R3 jnt ‚Mündung des Tales‘) genannt. Bei dem Tempel handelte es sich um eine Aufbewahrungskapelle der heiligen Barke, die für die Prozessionen der Nechbet benutzt wurde.

## Geschichte
| \| Tempel des Amenophis III. \| |
| Lage in Ägypten                 |
| Tempel des Amenophis III.       |

Da in den Reliefs des Tempels zwei Könige der 18. Dynastie vertreten sind, Thutmosis IV. und Amenophis III., ist nicht sicher, wann der Bau genau entstand. Entweder wurde er vollständig zu Beginn der Regierungszeit Amenophis’ III. (um 1385 v. Chr.) errichtet oder von dessen Vater Thutmosis IV. begonnen und von seinem Sohn vollendet.
In der Zeit nach dem Tod des Amenophis III. wurde sein Eigenname Amenhotepheqawaset (Jmn ḥtp ḥq3 W3st ‚Amun ist zufrieden, Herrscher von Theben‘) aus den Kartuschen herausgemeißelt, sein Thronname Neb-maat-Re (Nb-m3ˁt-Rˁ ‚Herr der Maat ist Re‘) hingegen blieb unversehrt. Auch der Name der Göttin Nechbet wurde sämtlichst ausgekratzt und erst später bei der Restaurierung des Tempels durch König Sethos I. wieder aufgesetzt. Dabei könnte hier, nach Richard Lepsius, der den Tempel 1849 besichtigte, möglicherweise vorher eine andere Gottheit verehrt worden sein, deren Name durch den der Nechbet ersetzt wurde. Lepsius benutzt bei der Beschreibung des Tempels in seinem Werk Denkmäler aus Aegypten und Aethiopien den griechischen Namen Eileithyia für die Göttin Nechbet. Allgemein wird die Zerstörung der Kartuschen und Götternamen der Zeit Echnatons zugeschrieben.
Sethos I. ließ in einige der Kartuschen des Amenophis III. seinen eigenen Thronnamen Men-maat-Re (Mn-m3ˁ.t-Rˁ ‚Bleibend (Beständig) ist die Weltordnung des Re‘) einsetzen, unter anderem in die der Reliefs des Türpfostens links des Tempeleingangs (nach Lepsius) und des Türsturzes, wo in einer Doppelszene Kultläufe des Königs vor zwei thronenden Göttinnen abgebildet sind. Eine weitere Änderung an der Fassade stellt das Proskynema des Prinzen Chaemwaset vor seinem Vater König Ramses II. mit dem Datum seines 41. Regierungsjahres rechts der Eingangstür dar. In ptolemäischer Zeit wurde der Tempel nochmals restauriert. Dabei erhielt er eine von acht Säulen und sechs Pfeilern gestützte Vorhalle. Die Decke im eigentlichen Tempelhaus wurde mit einer Bemalung versehen, auf der die Kartuschen des Königs Ptolemaios VIII. Euergetes II. zu erkennen sind.

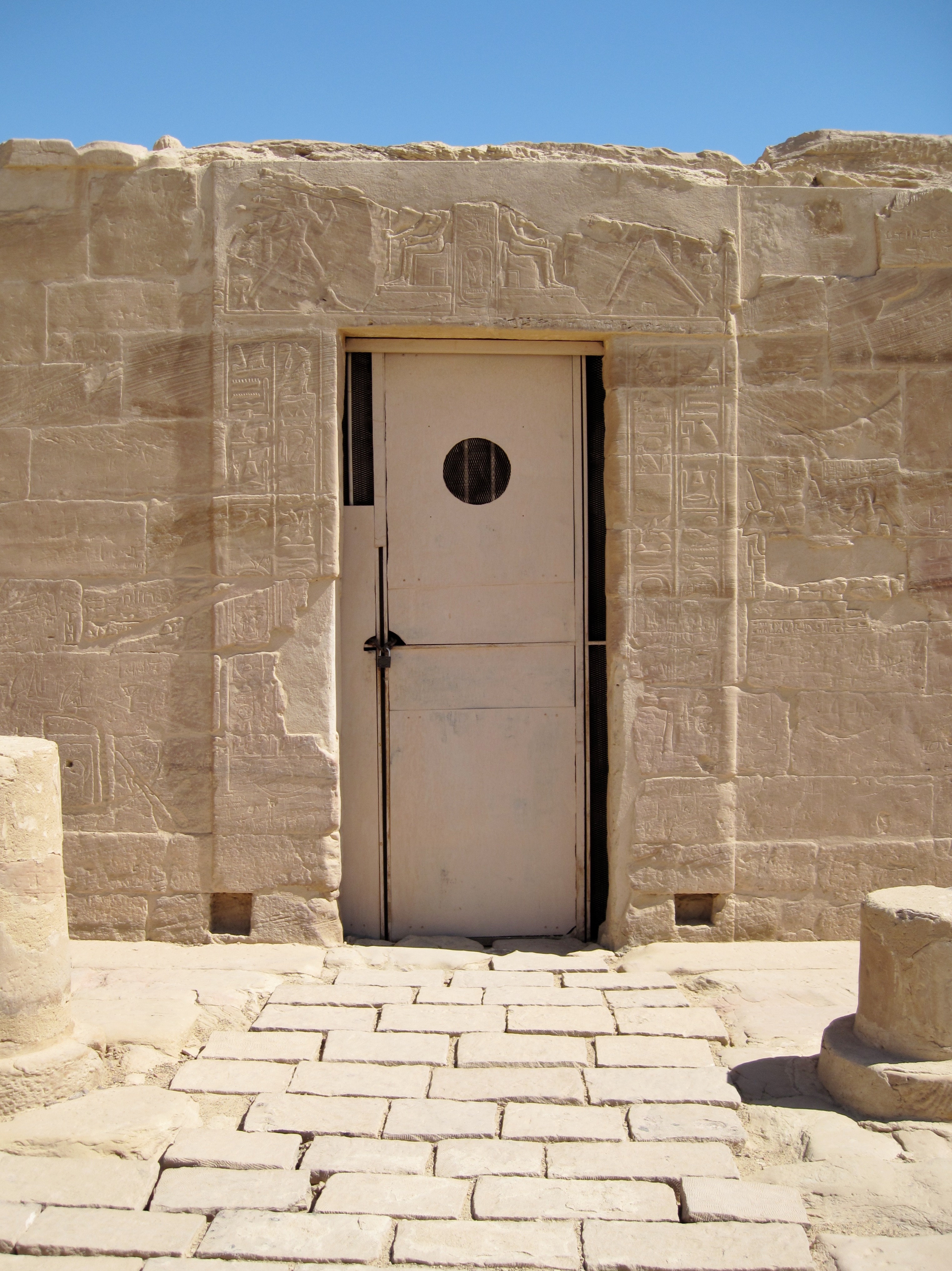
Eingang zum Tempel

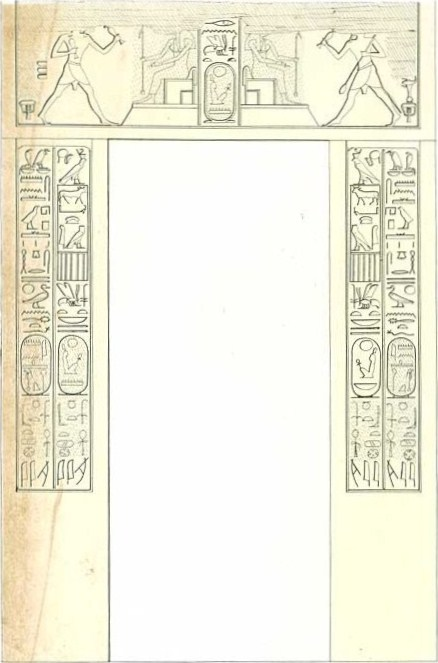
Eingangsreliefs 1843

Europäische Gelehrte der Neuzeit besuchten den Tempel erstmals im Jahr 1799 im Rahmen der ägyptischen Expedition von Napoleon Bonaparte. Während der königlich-preußischen Expedition nach Ägypten (1842–1845) unter Richard Lepsius wurden Ende 1843 Abzeichnungen der Reliefs und Inschriften gefertigt. Erste fotografische Aufnahmen des Tempels entstanden 1898 durch Joseph John Tylor.

## Beschreibung
Der Tempel des Amenophis III. ist etwa 10 Meter breit und einschließlich der ehemaligen ptolemäischen Vorhalle über 16 Meter lang. Von der Vorhalle stehen noch vier Stümpfe der ehemals sechs Pfeiler und die unteren Teile der acht Säulen. Der Boden hinter dem im Südwesten liegenden offenen Zugang zur Vorhalle ist mit Sandsteinplatten ausgelegt. Die Fläche wird durch sechs erhaltene untere Außenmauerreste und die Front des Tempelhauses begrenzt. Die verbliebenen Teile der Vorhalle sind ungeschmückt, sie besitzen weder Reliefs noch Bemalungen. Das sich anschließende Tempelhaus hat sich im Gegensatz zur Vorhalle fast vollständig erhalten. Es handelt sich um ein Bauwerk auf rechteckigem Grundriss, dessen Eingang heute mit einer Metalltür verschlossen ist. Das Dach des Tempels wird von vier 2,95 Meter hohen polygonalen Hathorsäulen getragen, wobei die Kapitelle der sechzehnseitigen Säulen nur je einen Kopf der Göttin Hathor zum Innengang blickend aufweisen. Der mittlere Gang zwischen den Säulen führt zu einer Nische an der Rückseite des Tempels, in der sich das Kultbild befand.
Die Türpfosten links und rechts der Eingangstür geben in je zwei unterschiedlich beschädigten Kolumnen von Hieroglyphen spiegelbildlich dieselben Widmungsinschriften wieder. Auf den inneren Kolumnen steht: „Horus, starker Stier, der als Maat erscheint, der König von Ober- und Unterägypten, der Herr der beiden Länder, Neb-maat-Re, ... geliebt.“ Außen heißt es: „Die beiden Herrinnen, der den Gesetzen Bestand gibt, der die beiden Länder beruhigt, der Sohn des Re, von seinem eigenen Leib, [Amenophis (‚Amun ist zufrieden‘), Herrscher von Theben], ... geliebt.“ Im Gegensatz zum linken Türpfosten ist auf dem Türsturz die von Sethos I. aufgesetzte Kartusche des eigenen Thronnamens Men-maat-Re noch kenntlich. Die Namen der zwei daneben thronenden Göttinnen hingegen fehlen. Vor der linken Göttin ist der König, ursprünglich sicher Amenophis III., beim rituellen Vasenlauf, vor der rechten Göttin beim Ruderlauf zu sehen. Wie die Abbildung Chaemwasets vor Ramses II. anlässlich dessen fünften Thronjubiläums im 41. Regierungsjahr auf der rechten Seite des Eingangs, scheinen auch die Einschnitzungen von Schiffen neben dem linken Türpfosten aus der Zeit nach der Restaurierung Sethos’ I. zu stammen.

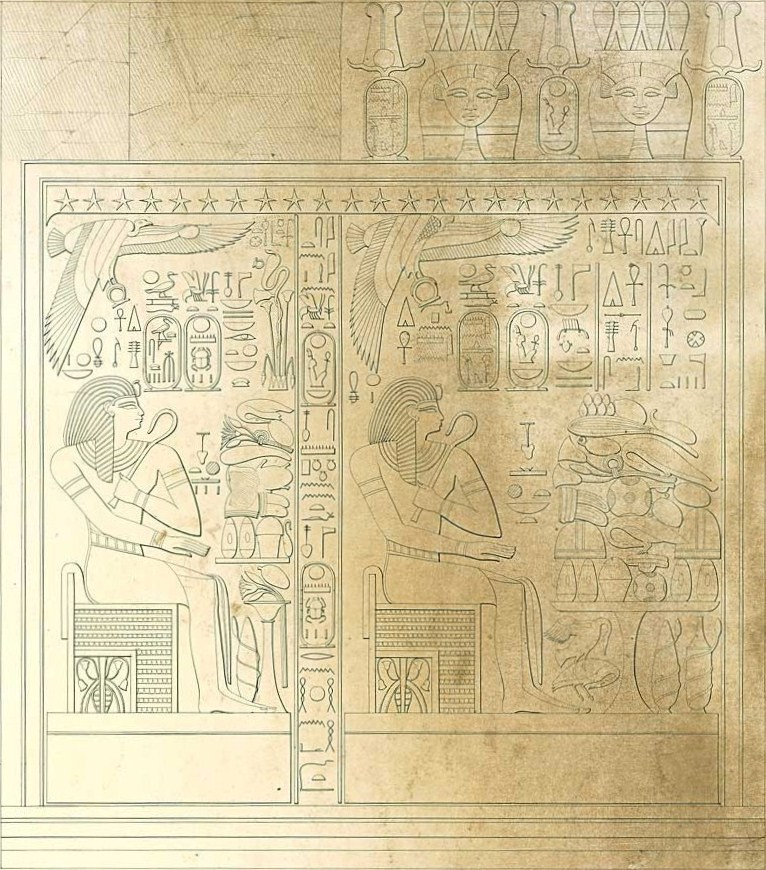
Abbildungen des Thutmosis IV. und des Amenophis III.

Der Innenraum des Tempels, das Heiligtum oder auch Sanktuar, wird an den Wänden unterhalb der Decke von einem gemalten Fries eingerahmt, der einen Wechsel von Königskartuschen Amenophis’ III. und Hathorköpfen zeigt, wobei die Eigennamenkartuschen des Königs, wie überall, entfernt sind. Der Fries zieht sich auch, hier als Relief ausgearbeitet, entlang der längs liegenden Balken aus Sandstein über den Hathorpfeilern in der Tempelmitte. An der Südwestwand des Innenraums sind links und rechts der Eingangstür die Könige Thutmosis IV. und Amenophis III., Vater und Sohn, vor Opfertischen sitzend mit ihren Rücken zur Tür dargestellt. Die Eigennamenkartuschen Thutmosis’ IV. sind im Gegensatz zu denen seines Sohnes unbeschädigt. Die Bildnisse der Könige sind durch die senkrechte Hieroglyphenzeile eines parenthetischen Widmungsvermerks voneinander getrennt, der beider Thronnamenkartuschen enthält. Die Widmung lautet (nach Wolfgang Helck): „Es war aber seine Majestät des Königs von Ober- und Unterägypten Neb-maat-Re (Nb-m3ˁt-Rˁ), der dieses Denkmal seines Vaters, des guten Gottes Men-cheperu-Re (Mn-ḫprw-Rˁ), veschönert hat in alle Ewigkeit.“ Weitere Inschriften über den Königen werden von jeweils einem seine Schwingen ausbreitenden Geier flankiert, dem Sinnbild der Nechbet (Nḫbt ‚Herrin‘) und Oberägyptens.
An dieser Stelle muss darauf hingewiesen werden, dass in dem durch Sethos I. restaurierten Zustand des Tempels die Göttin Nechbet in zwei verschiedenen Formen vorkommt. Neben der Hauptform erscheint Nebet-ra-inet (Nbt r3 jnt ‚Herrin des Taleingangs‘), eine Verkörperung des säugenden Aspekts der Nechbet, der in diesem Tempel besonders verehrt wurde. Nebet-ra-inet ist eine Abspaltung der Nechbet, entspricht aber ikonografisch der Göttin. Der Ägyptologe Wolfgang Waitkus sieht in ihr, in Bezugnahme auf die Schrift Necheb und Nechbet: Untersuchungen zur Geschichte des Kultortes Elkab von Hartwig Hartmann, eine Hathorform, die mit der Ortsgöttin Nechbet eine Verbindung eingegangen ist. Die Göttin Hathor (Ḥwt Ḥr ‚Mutterschoß des Horus‘) verkörperte in der altägyptischen Religion eine allumfassende Muttergottheit.

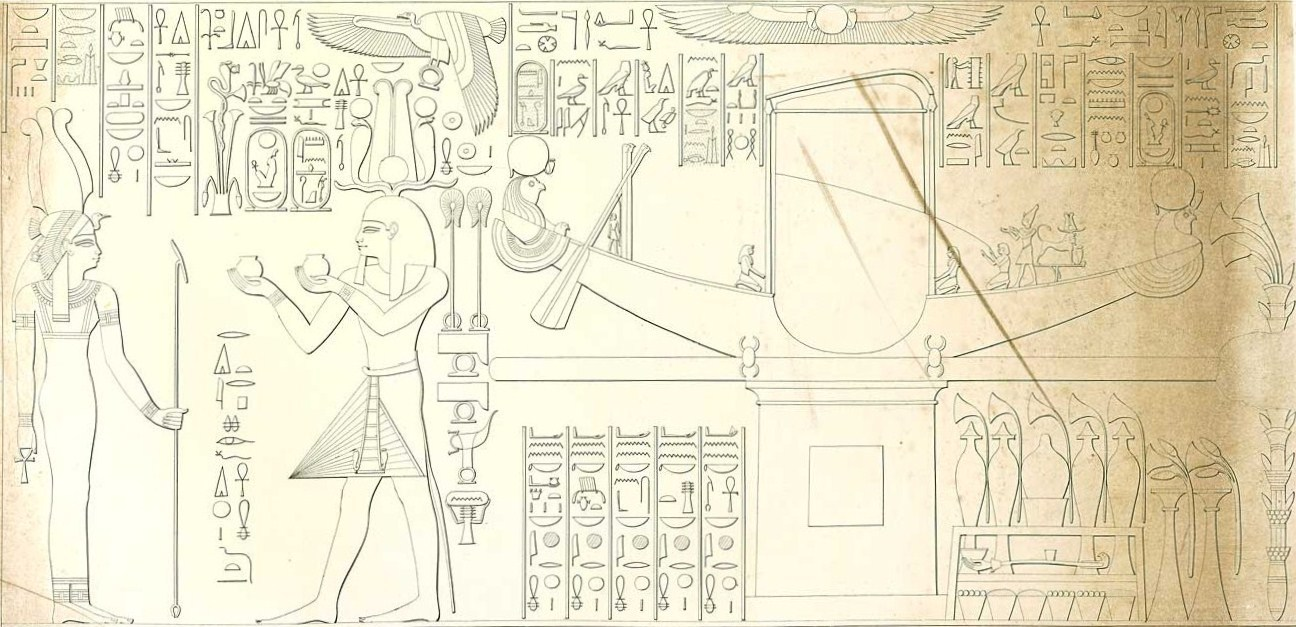
Amenophis III. vor Nebet-ra-inet, der Herrin des Taleingangs

Die Reliefs der inneren Seitenwände des Tempels sind inhaltlich ähnlich aufgebaut. Einer der Unterschiede bezieht sich auf die Erscheinungsformen der Göttin Nechbet. Auf der rechten Seite des Heiligtums, der Südostwand, ist sie als Nebet-ra-inet bezeichnet. Zunächst ist Amenophis III. neben den Ecken zur Eingangswand bei der Präsentation von Opfern an die Götterbarken der Nechbet beziehungsweise der Nebet-ra-inet zu sehen. Hinter den Barken steht er mit Weihgefäßen vor den Göttinnen, links Nechbet, rechts Nebet-ra-inet, und libiert ein Trankopfer. Dabei trägt Amenophis III. die Henu-Krone auf dem Kopf, die Göttinnen jeweils eine Atef-Krone. In der sich anschließenden Szene vor der Rückwand mit der Kultnische erhält der vor ihnen stehende König von den thronenden Göttern das ewige Leben gereicht, symbolisiert durch das Anch-Zeichen, auf der linken Seite von Amun (Jmn ‚Der Verborgene‘), auf der rechten von Hor-nechen (Ḥr-Nḫn ‚Horus von Hierakonpolis‘).
Die Kultnische in der Rückwand, der Nordostwand des Tempels, ist heute leer. Auch Reliefs oder Bemalungen in der Nische fehlen. Auf den stark beschädigten Reliefs der Rückwand links und rechts der Nische präsentiert der mit der Henu-Krone versehene Amenophis III. erneut Opfergaben an die Göttinnen, wie schon an den Seitenwänden links an Nechbet, rechts an Nebet-ra-inet. Die Gesichter des Königs sowie große Teile seines Körpers auf der rechten Wandseite sind zerstört.